# 7695 Přemysl
7695 Přemysl eller 1984 WA1 är en asteroid i huvudbältet som upptäcktes den 27 november 1984 av den tjeckiske astronomen Antonín Mrkos vid Kleť-observatoriet i Tjeckien. Den är uppkallad efter Libušes make Přemysl.
Asteroiden har en diameter på ungefär 3 kilometer.